# Осташево (Новгородская область)
Осташево — деревня в Мошенском районе Новгородской области России. Входит в состав Кировского сельского поселения. Первое упоминание - «Записки Императорского Русского географического общества. 1853 г. «О пятинах и погостах Новгородских в XVI веке». Редактор — К.А.Неволин, г. Санкт-Петербург.  

## География
Деревня находится в восточной части Новгородской области, в подзоне южной тайги, на западном берегу озера Белого, при автодороге 49К-1027, на расстоянии примерно 10 километров (по прямой) к северо-западу от села Мошенского, административного центра района. Абсолютная высота — 167 метров над уровнем моря.

### Климат
Климат района характеризуется как умеренно континентальный, влажный. Средняя многолетняя температура самого холодного месяца (января) составляет −9,5 °С (абсолютный минимум — −54 °C); самого тёплого месяца (июля) — 17,4 °C (абсолютный максимум — 35 °С). Безморозный период длится около 125 дней. Продолжительность периода активной вегетации растений составляет более четырёх месяцев. Среднегодовое количество атмосферных осадков — 553 мм, из которых большая часть выпадает в тёплый период.

### Часовой пояс
Деревня Осташево, как и вся Новгородская область, находится в часовой зоне МСК (московское время). Смещение применяемого времени относительно UTC составляет +3:00.

## Население
| 2010 |
| ---- |
| 168  |

### Национальный состав
Согласно результатам переписи 2002 года, в национальной структуре населения русские составляли 95 % из 222 чел.